# 이오아니스 지지울라스

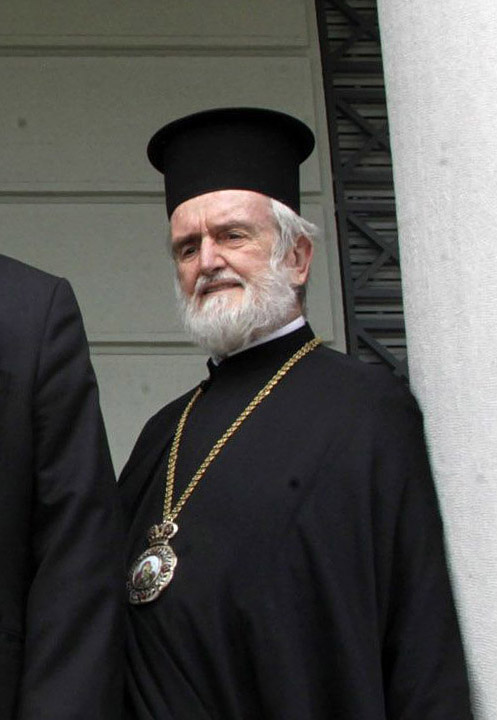
이오아니스 지지울라스

이오아니스 지지울라스(John Zizioulas, 그리스어: Ιωάννης Ζηζιούλας, 1931년 1월 10일 ~ 2023년 2월 2일)는 페르가몬의 동방 정교회 관구장 주교이다. 그는 아테네 아카데미 의장이며, 가장 영향력 있는 정교회 기독교 신학자들 가운데서 한 사람이다.

## 학력과 경력
1931년 그리스 코자니현 필리포스에서 태어나 데살로니카 대학교와 아테네 대학교에서 신학공부를 시작하였다. 그후 제네바 근교에 있는 보세이 에큐메니칼 연구소(Ecumenical Institute of Bossey)에서 연구하여 서방신학을 배우게 되었다. 이런 경험이 그로 하여금 에큐메니칼 운동에 참여하게 하였다. 1955년 하버드 대학교에서 석사와 박사과정을 공부하였다. 그곳에서 게오르게 플로롭스키(Georges Florovsky)와 폴 틸리히에게 큰 영향을 받았다. 다시 아네네 대학교에서 1965년 박사학위를 받았다. 아테네 대학교, 에든버러 대학교, 글래스고 대학교, 데살로니카 대학교 교수를 역임하였다.

## 신학
그의 신학은 교회론과 신학적 존재론에 강조를 두고 있다. 

### 교회론
김은수박사에 의하면 그의 교회론은 박사학위에서 처음으로 시작되었다.  학위논문의 제목은 "영원하신 삼중성에 따른 성스러운 성찬식과 주교직에 근거한 교회의 통일성(아테네 대학교)이다. 그는 인격의 존재론을 통하여 그 근원을 교회적 존재로서의 인간과 교회의 존재방식을 하나님의 형상을 이해하며, 이것을 하나님의 존재방식, 즉 삼위일체 하나님에 정위시킨다. 특별히 니콜라이 마파네시이프(Nikolai Afanassief)영향을 크게 보여주었다.

### 신학적 존재론
그는 이레니우스와 고백자 막시무스(St Maximus the Confessor)의 작품에 근거하여 인격 신학을 펼쳤다. 그의 첫번째 초점은 광범위한 그리스 철학, 교부시대의 작품 그리고 현대 이성주의 철학을부터 유출하여 인격성에 대한 존재론을 스스로 발전시키는 것이었다.
그는 참된 인간이란 오직 인격체으로서 성취되어서 인간들이 하나님의 삼위일체적 삶에 동참하게 된다는 것이다.  

## 삼위일체론의 공헌과 문제점
이 분야에서 최근에 논문을 발표한 김은수 박사의 글을 소개한다.
현대 동방 정교회의 영향력있는 신학자 존 지지울라스(John D. Zizioulas)는 고대 동방교부, 특히 카파도키안 신학자들의 삼위일체론을 존재론적으로 재해석함으로서 그의 창의적인 “인격의 존재론”(ontology of person)에 근거하여 “친교로서의 삼위일체”(the Trinity as communion)를 주장하며, 참된 인격으로서의 존재는 철저하게 “관계 속에 있는 존재”, 곧 친교/교제(communion), 혹은 공동체로 실존함을 말한다. 이러한 “신교부적 종합”(neo-patristic synthesis)을 통하여 재정립하고자 하는 “인격” 중심의 존재 이해와 신학은 불가피하게 서로 나뉠 수 없도록 연결된 삼위일체 하나님과 인간, 그리고 교회의 이해에 있어 분명히 새로운 신학적 사유의 지평을 열어 주며, 많은 중요한 신학적 함의들을 함축하고 있다. 그의 “인격의 존재론” 중심의 신학적 기획을 통하여, 지지울라스는 고대의 실체(substance) 중심의, 그리고 근대의 개별적 주체(the subject) 중심의 철학에 근거한 삼위일체 하나님 이해와 인간 이해의 한계와 문제점들을 초극하고자 시도한다. 그것은 존재론적 필연성에 기초한 배타적으로 자기중심적이며, 개인주의적인 ‘실체’ 혹은 ‘주체’ 중심의 폐쇄적이고 자기-파괴적인 존재이해가 아니라, 참된 자유와 속에서 철저하게 자기초월(엑스타시)적인 관계 중심의 공동체적인, ‘인격’ 중심의 존재 이해로 나아간다.
여기에 그의 신학적 기획의 독창성과 중요하고도 분명한 여러 장점들과 기여들이 있다.
그러나 이러한 “인격의 존재론”에 근거한 지지울라스의 신학적 기획에는 그 독창적 공헌과 많은 장점들에도 불구하고, 여러 가지 문제점들이 여전히 해소되지 않고 있으며, 다양한 측면에서 한계가 노출되고 있음 또한 분명해 보인다. 즉, 지지울라스의 신학적 기획에 있어 ‘인격의 존재론’이 마치 하나의 블랙홀처럼 작용함으로서, 성경이 가르치는 다른 많은 중요한 신학적 요소들이 간과되거나 왜곡되는 경향이 있다고 지적한다.

### 1차 문헌
- "Hē Henotēs Tēs Ekklēsias En Tē Theia Eucharistia Kai T Episkopō Kata Tous Treis Prōtous Aiōnas." (En Athi̲nais, 1965). Doctoral Dissertation. Published in French translation as "L' Eucharistie, L'évêque Et L'eglise Durant Les Trois Premiers Siècles." 2nd ed. Translated by Jean-Louis Palierne. (Paris: Desclée De Brouwer, 1994). Published in English translation as "Eucharist, Bishop, Church" (see below).
- L'Être ecclésial (Paris: Labor et Fides, 1981). ISBN 978-2-8309-0180-1. Published in English translation as "Being as Communion" (see below).
- E Ktise os eucharistia (Athens: Akritas, 1992). ISBN 978-960-7006-98-1. This would be rendered in English as Creation as Eucharist. This work is based on lectures previously delivered in English. Available in three parts: King's Theological Review vol. 12, no. 1 (1989): 1-5, no. 2 (1989): 41-45, vol. 13, no. 1 (1990): 1-5.
- Being as Communion: Studies in Personhood and the Church (Crestwood, NY: St Vladimir's Seminary Press, 1997). ISBN 978-0-88141-029-7.
- Eucharist, Bishop, Church: The Unity of the Church in the Divine Eucharist and the Bishop During the First Three Centuries (Brookline, MA: Holy Cross, 2001). ISBN 978-1-885652-51-5.
- Ellenismos kai Christianismos: H Synantese ton duo Kosmon (Athens: ApostolikeDiakonia, 2003). This would be rendered in English as Hellenism and Christianity: The Meeting of Two Worlds.
- Communion & Otherness: Further Studies in Personhood and the Church (London: T & T Clark, 2007). ISBN 978-0-567-03148-8.
- Lectures in Christian Dogmatics (London: T&T Clark, 2009). ISBN 978-0-567-03315-4.
- "The One And The Many" (Sebastian Press, 2010) ISBN 978-0-9719505-4-2.
- Remembering the Future: An Eschatological Ontology (London: T&T Clark, 2012). ISBN 978-0-567-03235-5.

- McPartlan, Paul. The Eucharist Makes the Church: Henri De Lubac and John Zizioulas in Dialogue. Edinburgh: T&T Clark, 1993.
- Papanikolaou, Aristotle. Being with God: Trinity, Apophaticism, and Divine-Human Communion. Notre Dame, IN: University of Notre Dame Press, 2006.
- Malecki, Roman. Kosciol jako wspolnota. Dogmatyczno-ekumeniczne studium eklezjologii Johna Zizioulasa (In English: The Church as Communion. A Dogmatic and Ecumenical Study of Ecclesiology of John Zizioulas). Lublin: RW KUL, 2000.

### 2차 문헌
- Alan Brown, "On the Criticism of 'Being as Communion' in Anglophone Orthodox Theology", in Douglas Knight (ed.) The Theology of John Zizioulas: Personhood and the Church (Ashgate, 2006) defends Zizioulas against several of the polemical rejections of his theological ontology.
- Aristotle Papanikolaou. Being with God: Trinity, Apophaticism, and Divine-Human Communion (Notre Dame, IN: University of Notre Dame Press, 2006).
- Lucian Turcescu, "Person versus Individual and Other Modern Misreadings of Gregory of Nyssa", Modern Theology 18, no. 4 (October 2002): 527-539, is a polemic against Zizioulas' use of the Cappadocian Fathers, especially St Gregory of Nyssa.

## 같이 보기
- 기독교 철학
- 교회 일치주의
- 위르겐 몰트만